# Norgen (ciruela)
Norgen es una variedad cultivar de ciruelo (Prunus domestica), de las denominadas ciruelas europeas.
Una variedad de ciruela criada en 1965 en el Centro de Investigación Polli Garden, Tartu, como cruce de 'Noarootsi Punane' x 'Agen'.
Las frutas de tamaño medio de forma redonda u ovalada, su epidermis con un color principal violeta con una capa pardusca, y pulpa de color amarillo verdosa, con muy buen sabor agridulce. Es de las ciruelas más tolerantes a los severos inviernos de los países nórdicos.

## Historia
'Norgen' variedad de ciruela europea que fue obtenida antes de 1965 por los investigadores Arthur Jaama y Eevi Jaama en el Centro de Investigación Hortícola Polli, dependiente del "Departamento de Ciencias de la Vida" de la Universidad de Tartu, siendo el resultado del cruce efectuado de 'Noarootsi Punane' como "Parental Madre" x  polen de 'Agen' como "Parental Padre".
Sobre la inclusión en la comparación nacional de variedades vino de Moscú mediante aviso de 14.08.1987. En el registro de solicitudes de nuevas variedades de la República de Estonia está numerado desde 2004. 18.R.04. No ha sido promocionada como variedad recomendada para cultivo.
Se encuentra cultivada en la colección de germoplasma de plantas vivas del Centro de Investigación Hortícola Polli, dependiente del "Departamento de Ciencias de la Vida" de la Universidad de Tartu, desde el año 2001.

## Características
'Norgen' es un árbol de porte erguido, copa moderadamente densa, es de mediana altura. 'Norgen' se encuentra entre las variedades más resistentes al invierno.
'Norgen' tiene una talla de tamaño mediano a grande de 34 a 45 g, la forma es redonda u ovalada, su epidermis con un color violeta con una capa pardusca, se presenta como manchas, la sutura se puede ver como una línea, con pruina abundante; pedúnculo de longitud mediano, fuerte; pulpa de color amarillo verdosa, con muy buen sabor agridulce. En seguimiento como promedio de cinco años, la fruta contiene azúcares 8,4%, ácidos 1,43% y vitamina C 11%. (Jaama, A. y E., 1990).
Hueso semi adherente, mediano, superficie rugosa.
Su tiempo de recogida de cosecha es a principios de septiembre.

## Usos
Se utiliza como ciruela de mesa. Los autores dicen que también es adecuado para hacer mermeladas y zumos (Jaama, A. y E., 1990).